# Покр-Веді
Покр Веді (вірм. Փոքր Վեդի) — село в марзі Арарат, у центрі Вірменії. Село розташоване на трасі Єреван — Степанакерт, за 9 км на північний захід від міста Арарат, за 9 км на південний схід від міста Арташат, за 3 км на північ від села Лусарат, 4 км на північний захід від села Воскетап, за 3 км на захід від села Нор Кянк, за 4 км на південний захід від села Нор Угі та за 3 км на південний схід від села Таперакан.